# Itaparica-Stausee
Der Itaparica-Stausee ist eine große Talsperre mit einem Wasserkraftwerk am São Francisco bei Itaparica und Paolo Afonso in Brasilien. Eine andere Bezeichnung der Stauanlage ist Luiz Gonzaga.
Der Staudamm wurde von der Companhia Hidrelectrica do Vale do São Francisco (Chesf), einer Tochter von Eletrobrás, erbaut. Das Absperrbauwerk besteht aus Erd- und Felsschüttung und ist 105 m hoch und 4700 m lang.
Der Stausee liegt auf der Grenze der Bundesstaaten Bahia und Pernambuco. Weiter oberhalb am Sao Francisco befindet sich der Sobradinho-Stausee.

## Proteste und Umsiedlungen
Das Staudamm-Projekt war umstritten, weil 40.000 bis 50.000 Menschen umgesiedelt werden mussten. Als im Februar 1988 der Einstau begann, waren alle Familien in neue Ansiedlungen umgezogen, wo sie neue Wohnungen oder ersatzweise Geldzahlungen bekamen.